# C.V. de Venfluiters
Carnavalsvereniging de Venfluiters is een carnavalsvereniging uit Manderveen.
De vereniging werd in 2001 door een vriendengroep in Café Peddemors opgericht. De organisatie is daarna gegroeid tot circa 150 leden.

## Activiteiten
In de loopgroep van de vereniging lopen rond de 200 personen mee. De grote praalwagen wordt elk jaar gekocht van een vereniging uit Noord-Brabant om vervolgens in eigen beheer te worden gereviseerd. Na afloop van de optocht wordt de wagen in principe weer doorverkocht.
In de carnavalsperiode doet de vereniging mee aan verschillende optochten in de regio. In het weekend voor het carnavalsweekend loopt zij op de zaterdag mee in Langeveen en op de zondag in Albergen. In het carnavalsweekend begint zij vrijdagavond in Tubbergen waar het meedoet aan de Verlichte Twentse Carnavalsoptocht, vervolgens de optochten van Geesteren en Vasse om tot slot af te sluiten met de Rosenmontag optocht in Tubbergen.
Naast alle carnavalsactiviteiten, organiseert C.V. de Venfluiters ook elke zomer een zeepkistenrace.